# 255 East 77
255 East 77 ist ein im Bau befindlicher Wolkenkratzer im Stadtbezirk Manhattan in New York City, Vereinigte Staaten. Der luxuriös ausgestattete Wohnturm wurde nach seiner Adresse benannt.

## Beschreibung
Das Gebäude steht an der Nordwestecke der Kreuzung Second Avenue/East 77th Street im Viertel Lenox Hill auf der Upper East Side. Die nächstgelegene Station der New York City Subway ist die zwei Blocks westlich an der Kreuzung Lexington Avenue/East 77th Street liegende Station 77 Street, die von den Linien  bedient wird.
Der vom New Yorker Immobilien- und Investmentunternehmen Naftali Group entwickelte und vom Architekturbüro Robert A. M. Stern (Ramsa) entworfene Turm ist 152,4 Meter (500 Fuß) hoch und hat 36 Stockwerke. Ramsa entwarf unter anderem auch den ebenfalls auf der Upper East Side befindlichen 238 Meter hohen Wohnwolkenkratzer 520 Park Avenue im ähnlichen Baustil. 255 East 77 besitzt auf Höhe der achten Etage sowie ab der 25. Etage mehrere Rücksprünge, auf denen Terrassen angelegt sind. Das mit klassizistischen und Art déco Stilen errichtete Bauwerk hat eine in warmen Tönen gehaltene Kalksteinfassade. Die Etagen sechs und sieben haben einige zweistöckige Bogenfenster. In den ebenfalls mit mehrstöckigen Bogenfenstern versehenen Stockwerken oberhalb der 13. Etage sind die Freizeitanlagen, darunter Pool und Fitnesscenter untergebracht. Die Apartments in der gestaffelten und facettenreichen Gebäudekrone besitzen teilweise raumhohe Bogenfenster sowie Loggien, Pergolen und Arkaden.
Insgesamt bietet das Gebäude auf 15.800 m² 62 Eigentumswohnungen. Das Erdgeschoss beherbergt neben der Lobby 150 m² Einzelhandelsfläche und im Untergeschoss ist ein automatisches Parksystem mit 22 Plätzen untergebracht. Den Bewohnern stehen unter anderem ein Concierge-Service, ein Garten, ein Fahrradraum, ein Fitnesscenter mit einem Yoga-Studio, ein Innenpool, eine Sauna und Dampfbad, eine Lounge, ein Spielzimmer, ein Haustier-Spa und ein Kinderspielzimmer zur Verfügung. Der Haupteingang und die Parkhauszufahrt befinden sich in der East 77th Street.
Die Naftali Group erwarb im Jahr 2021 das Eckgrundstück für 73 Millionen US-Dollar und ab Ende 2022 bis Mitte 2023 wurden die bestehenden Gebäude abgerissen. Die Bauarbeiten für 255 East 77 begannen im Dezember 2023 und im April 2025 erreichte das Gebäude seine Endhöhe. Im Juli 2025 wurde es äußerlich fertiggestellt. Der endgültige Fertigstellungstermin des Wohnturms ist für den Herbst 2026 geplant.